# 莫塔圣卢恰
莫塔圣卢恰（義大利語：Motta Santa Lucia），是意大利卡坦扎罗省的一个市镇。总面积25平方公里，人口891人，人口密度35.6人/平方公里（2009年）。ISTAT代码为079083。